# Indisk taggsovare
Indisk taggsovare (Platacanthomys lasiurus) är en gnagare i familjen taggsovare (Platacanthomyidae) och idag den enda arten i sitt släkte. I släktet beskrevs dessutom en utdöd art, Platacanthomys dianensis.
Det vetenskapliga släktnamnet är sammansatt av de gammalgrekiska orden platōs (platt/bred), akantha (tagg) och mys (mus). Artepitet bildas av grekiska lásios (med hår) och oúrá (svans).

## Utseende
Individerna når en kroppslängd (huvud och bål) av 13 till 21 cm och en svanslängd av 7,5 till 10 cm. Vikten ligger vid 75 gram. På den tunna underullen har djuret många taggar mellan håren. Även på undersidan finns taggar men de är finare. Svansen har en yvig hårtofs. Färgen på ovansidan är brunaktig och buken samt extremiteterna är vitaktiga, på huvudet kan den även vara rödaktig. Svansen har allmänt en mörkare färg.

## Utbredning och habitat
Indisk taggsovare lever i bergstrakten Västra Ghats i sydvästra Indien. Där når den 200 till 2 000 meter över havet. Habitatet utgörs av olika fuktiga skogar.

## Ekologi
Individerna bygger boet i bergssprickor eller trädens håligheter genom att fodra håligheten med löv eller mossa. Indisk taggsovare äter frukter, frön, sädesslag och rötter. Djur i fångenskap var mindre aktiva på dagen och de var aggressiva mot människor. Fortplantningen sker vanligen under regntiden. Hos en hona registrerades fyra ungar i kullen. En infångad individ levde sedan 20 månader. Annars är inte mycket känt om beteendet.

## Status
Arten är mycket känslig för habitatförändringar som utgör det största hotet. I vissa regioner fångas den för olika kroppsdelars skull som används i den traditionella medicinen. IUCN listar indisk taggsovare som sårbar (VU).